# Danny Wintjens
Danny Wintjens (Maastricht, 30 settembre 1983) è un ex calciatore olandese, di ruolo portiere.

## Carriera
Ha giocato in Eredivisie con VVV-Venlo e PEC Zwolle.

## Palmarès

### Club

#### Competizioni nazionali
- Eerste Divisie: 1

VVV-Venlo: 2008-2009